# Szlepcse
Szlepcse (macedónul: Слепче) település Észak-Macedóniában, a Pelagonijai körzet Demir Hiszar-i járásában.

## Népesség
| Lakosok száma | 1143 | 1108 | 1099 | 1078 | 1031 | 914  | 791  | 719  | 555  |
|               | 1948 | 1953 | 1961 | 1971 | 1981 | 1991 | 1994 | 2002 | 2021 |

- 2002-ben 719 lakosa volt, akik közül 718 macedón és 1 szerb.